# My Man
My Man er en amerikansk stumfilm fra 1924 instrueret af David Smith.

## Medvirkende
- Patsy Ruth Miller som Molly Marley
- Dustin Farnum som Sledge
- Niles Welch som Dicky Reynolds
- Margaret Landis som Fern Burbank
- George Webb som Bert Gilder
- William Norris som Henry Peters
- Edith Murgatroyd som Mrs. Peters